# 王軍
王 軍（おう ぐん、ワン・ジュン）は、中国人民解放軍の将校である。2013年8月現在、済南軍区副司令員を務めている。階級は中将である。
済南軍区の某集団軍の参謀長、軍長を暦任し、2006年に済南軍区副参謀長に任じられ、その後に済南軍区装備部部長となる。2011年12月から済南軍区副司令員を務め現在に至る。2013年8月に中将に昇格した。